# 豊明市立図書館
豊明市立図書館（とよあけしりつとしょかん）は、愛知県豊明市の公共図書館の総称。豊明市立豊明中学校に隣接している豊明市立図書館（本館）、豊明市立栄小学校の敷地内にある栄分室、名鉄名古屋本線前後駅前の南部公民館図書室からなる。
2015年度の図書館費（決算額）は119,558,000円であり、うち資料費は15,173,000円だった。2015年度の豊明市の人口は68,674人であり、住民1人あたりの図書購入費は197円だった。本館の蔵書冊数は256,163冊、栄分室の蔵書冊数は12,074冊、南部公民館図書室の蔵書冊数は16,552冊だった。本館の貸出冊数は379,233冊、栄分室の貸出冊数は34,981冊、南部公民館図書室の貸出冊数は14,276冊だった。

## 歴史

### 豊明市立図書室(1976-1980)
愛知県図書館は愛知県内の図書館未設置団体に対して、移動図書館「いずみ号」の巡回を行っていた。1976年度（昭和51年度）は前年度に対して11.6%増の6,112冊を貸出し、自治体別にみると3番目の貸出数だった。豊明市内では前後会館、豊明市役所、二村台などにステーションが設置された。
豊明市の市制5周年記念事業として、1976年（昭和51年）8月1日、新田町吉池18-3にある旧豊明市役所庁舎を使って豊明市立図書室が設置された。この建物は鉄筋コンクリート造2階建であり、延床面積は540m2だった。1階には児童閲覧室と事務室が設けられ、2階には一般閲覧室が設けられた。児童閲覧室には33席が、一般閲覧室には28席があった。開室当初の蔵書数は約4,000冊だが、開室を伝える『広報豊明』は同年度中に5,000冊を購入するとしている。開室からしばらくは閲覧のみであり、館外貸出は行っていなかった。開館時間は8時30分から17時であり、休館日は月曜日と祝日だった。
旧市庁舎を用いた豊明市立図書室は交通の便が悪く、市民からは移動図書館車による巡回が要望された。1977年（昭和52年）6月23日には豊明市内に中京競馬場を持つ日本中央競馬会から、トヨタ・コースター1957年型を改造した積載能力1,500冊の移動図書館車両を寄贈された。豊明市はこの車両を「ひまわり号」と名付け、7月1日には12か所のステーションを回る移動図書館の巡回を開始した。旧来の集落と比べて新興住宅地の利用者が圧倒的に多く、また一般と比べて児童の利用者が圧倒的に多かった。
1977年度末の豊明市立図書室の蔵書数は、児童書が3,640冊、一般書が7,264冊、寄贈書が1,581冊、委託書が185冊だった。移動図書館の蔵書数は、児童書が2,782冊、一般書が3,058冊だった。1977年度の貸出冊数は、児童書が28,575冊、一般書が12,165冊であり、『広報とよあけ』は「旧庁舎でスタートして以来、利用者数は好調であり、大変喜ばしい成果を挙げて」いるとしている。図書室として使用された旧市庁舎は図書館開館後に取り壊され、現在は跡地に豊明市総合福祉会館が建っている。

### 豊明市立図書館(1980-)

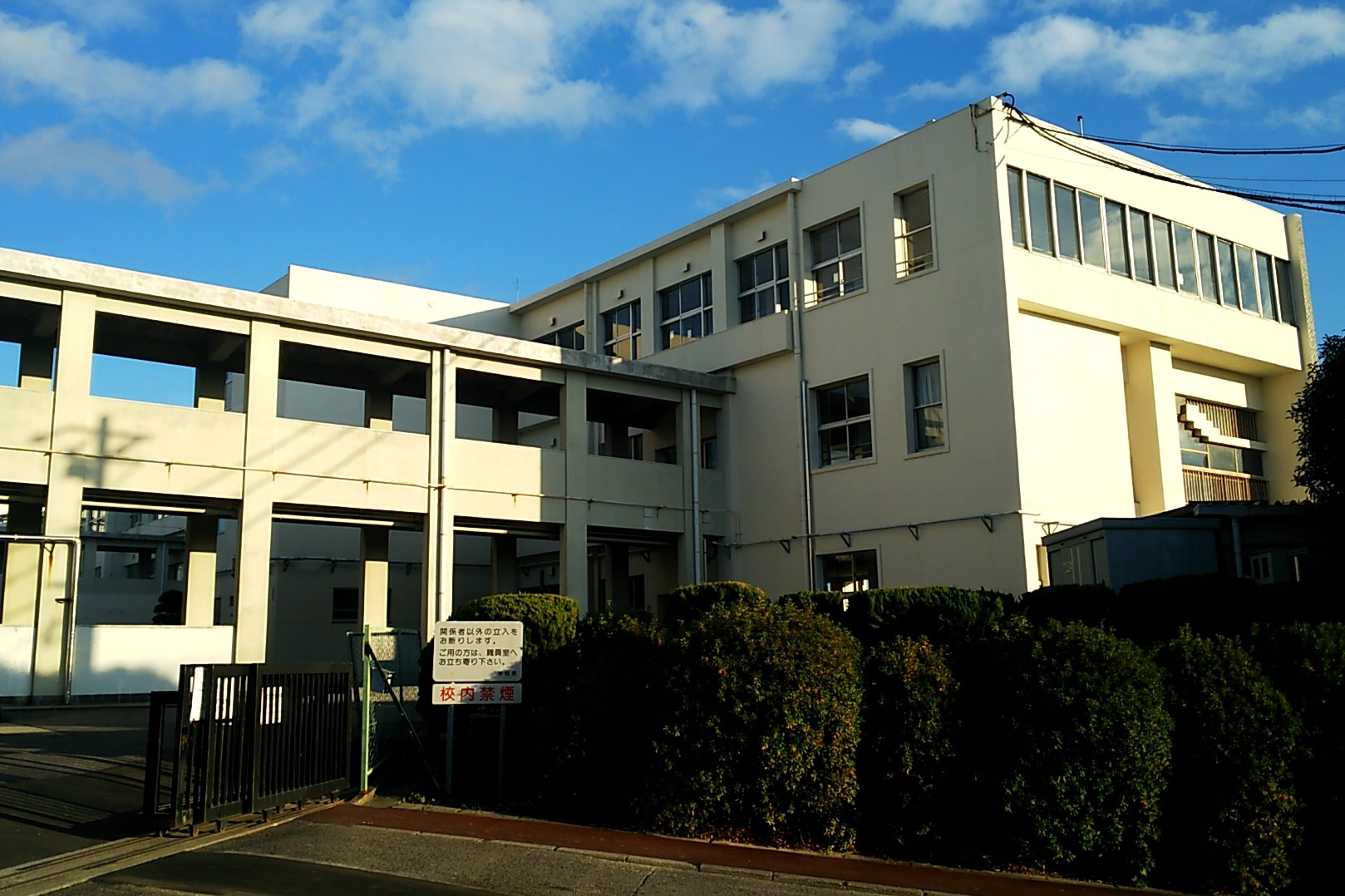
隣接する豊明市立豊明中学校

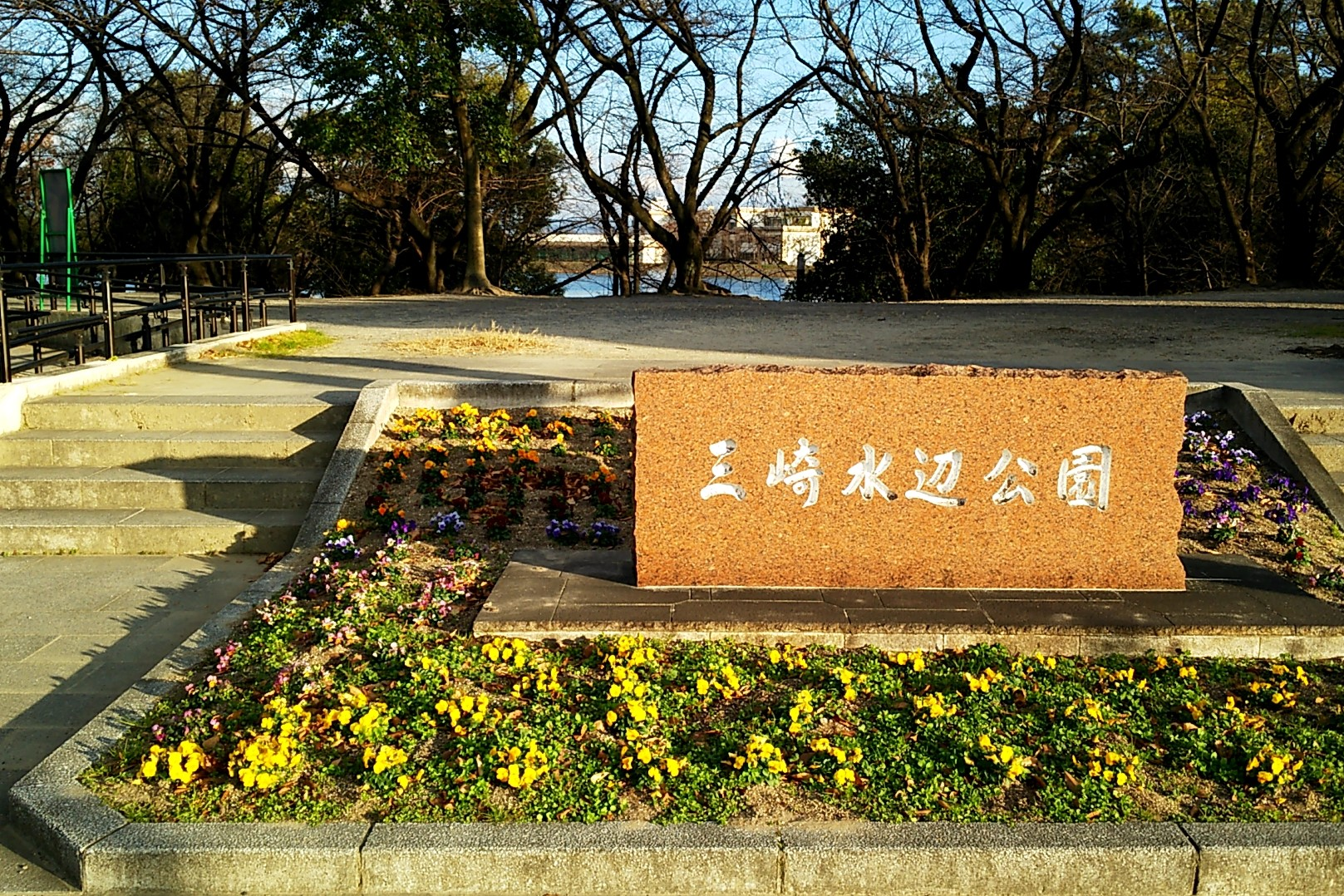
近隣にある三崎水辺公園

1978年（昭和53年）12月には図書館の建設地を決定し、建築設計競技方式で設計者を選出。1979年（昭和54年）7月1日に図書館の建築工事に着工し、1980年（昭和55年）2月29日に竣工した。開館にともなう事業費は4億2900万円。
1980年3月26日には館外貸出を行わない館内開放という形で暫定開館した。4月1日に豊明市立図書館が正式に開館し、館外貸出を開始した。開館時の蔵書数は37,875冊。蔵書収容能力は、開架が6万冊、閉架が15万冊、計21万冊。豊明市では初の本格的な文化施設とされる。当時の開館時間は「9時-16時30分」だった。図書室時代と比べて利用者数や貸出数は大幅に増加し、開館後の1か月間だけで利用者数は14,660人、貸出冊数は19,838冊に上った。
1981年（昭和56年）1月6日にはレコードとカセットテープの館内視聴を開始し、同年7月1日には身体障害者や高齢者に対する郵送貸出を開始した。1984年（昭和59年）5月1日にはコンピュータ設備を導入した。1986年（昭和61年）8月1日には積載能力2,800冊の三菱・ローザハイルーフの改造車を購入して、トヨタ・コースターの移動図書館車を置き換えた。更新車両にはビデオデッキを搭載しており、図書館活動のPRと利用者の拡大を図っている。同年9月1日にはCDの館内視聴を開始し、1988年（昭和63年）2月1日にはビデオの館内視聴を開始した。この間の1987年（昭和62年）7月1日にはカセットテープとCDの貸出を開始している。
1988年12月5日には名鉄名古屋本線前後駅前に複合施設「パルネス2号館」が完成し、12月17日には「パルネス2号館」の4階に南部公民館が開館した。豊明市は蔵書数6,876冊の南部公民館図書室を開設し、1989年（平成元年）3月1日には南部公民館図書室でも館外貸出を開始した。1989年10月5日にはアピタ豊明店を核店舗とする複合商業施設「パルネス1号館」が開館しており、10月6日には南部公民館の閉館時間を16時30分から19時に遅らせた。
1989年8月30日から1990年（平成2年）2月10日には本館の視聴覚室の増設工事を行い、4月1日には新視聴覚室の利用を開始した。1991年（平成3年）2月13日には1階と2階にAVコーナーを設置した。1993年（平成5年）10月1日には友好自治体宣言に調印している北設楽郡豊根村の資料コーナーを参考資料室に開設した。1994年（平成6年）2月2日には複製絵画の貸出を開始した。同年4月1日にはコンピュータ設備を更新し、愛知県図書館とオンラインで結ばれた。1997年（平成9年）3月31日をもって移動図書館サービスを終了した。
市域を二分する名鉄名古屋本線の線路より南西側には図書施設がなかったが、1998年（平成10年）10月1日には豊明市立栄小学校の空き教室を改装し、蔵書数3,500冊の栄分室を設置した。2004年10月1日にはインターネットによる蔵書検索と予約サービスを開始し、2005年4月1日にはブックスタート事業を開始した。2013年4月1日には雑誌スポンサー制度を開始した。

## 施設

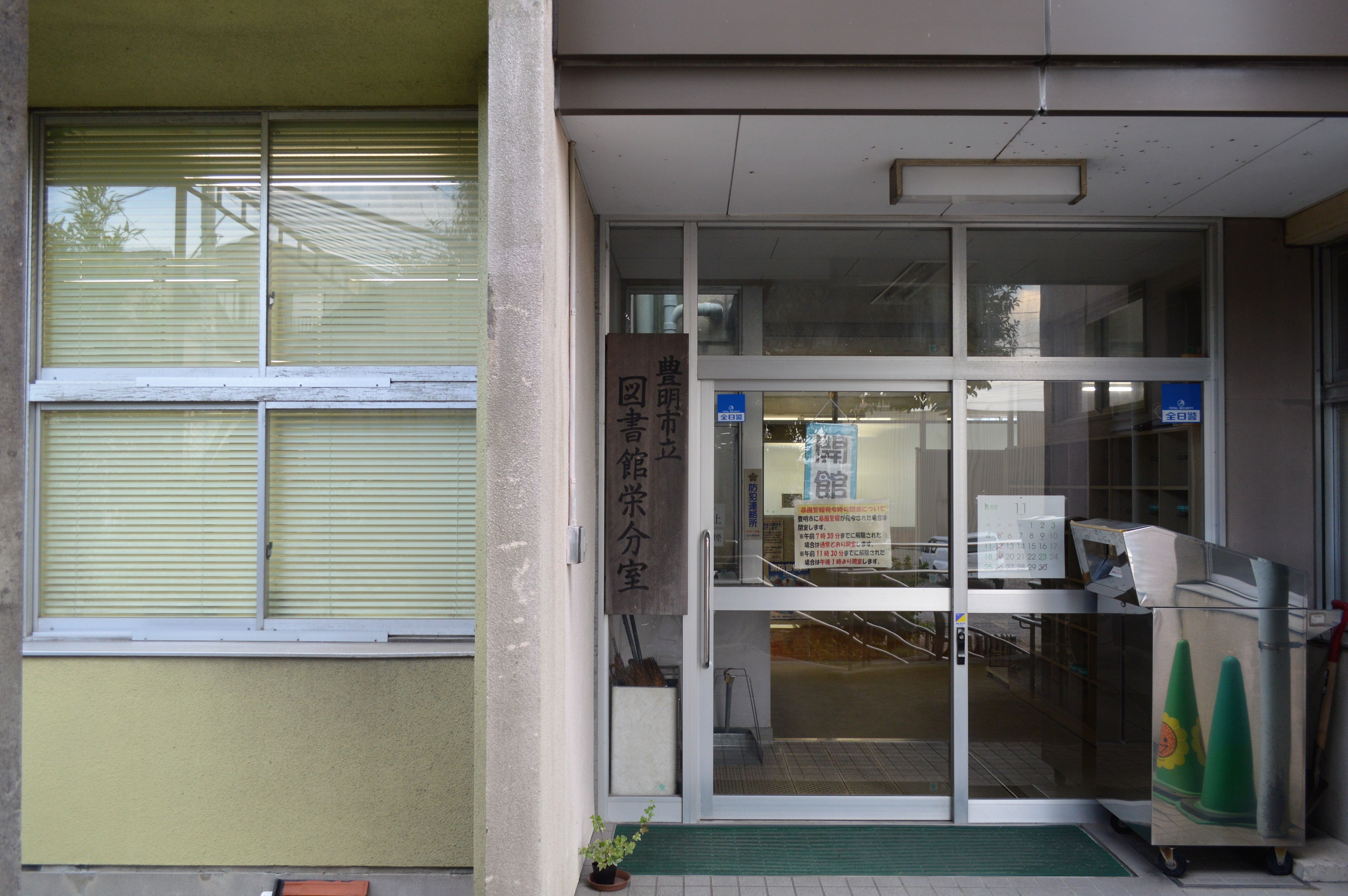
豊明市立栄小学校にある栄分室

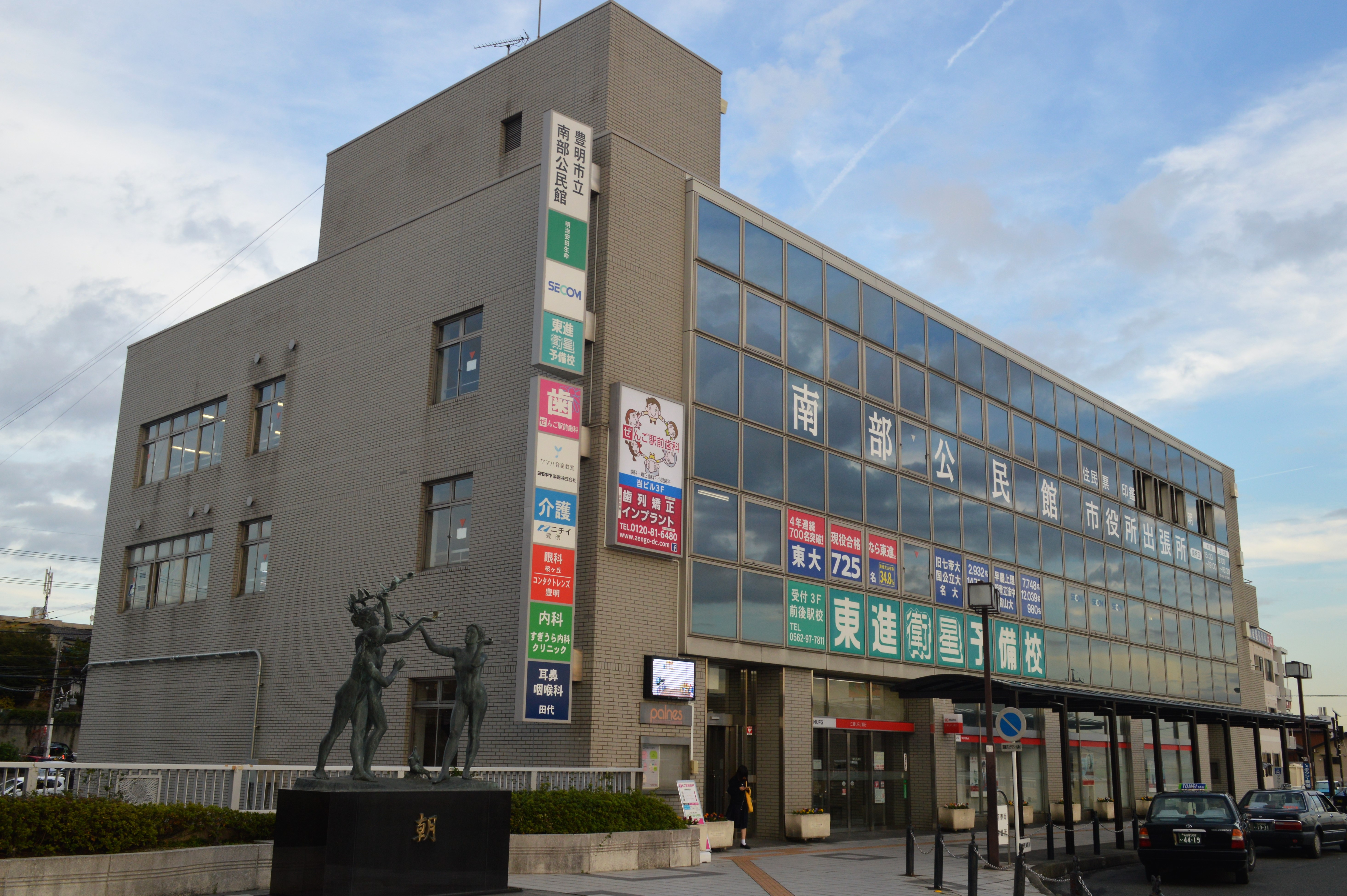
南部公民館図書室がある前後駅前の「パルネス2号館」

### 本館
豊明市立図書館本館は鉄筋コンクリート造2階建の単独館である。豊明市のほぼ中央部に位置し、豊明市立豊明中学校の西側に隣接している。図書館駐車場への導入路は中学校と共用である。豊明市立図書館や豊明中学校の南側には三崎水辺公園がある。1階には一般開架閲覧室や児童開架閲覧室、展示室、書庫、整理室などがある。2階には参考資料室、特別閲覧室、視聴覚室、会議室などがある。開館時から冷暖房が完備されており、車椅子用のスロープや専用トイレも設置されている。かつては地下に移動図書館「ひまわり号」の車庫があった。

### 栄分室
かつて名鉄名古屋本線の線路より南西側には図書施設がなかったが、豊明市新栄町二丁目295番地の豊明市立栄小学校の空き教室を用いて、豊明市立図書館栄分室が設置されている。敷地北側に図書室専用の門があり、利用者は校舎の入口でスリッパに履き替えて入室する。17台分の駐車スペースがあり、室内にはかわいらしいデザインのソファーが設置されている。図書室部分の床面積は195m2であり、蔵書収容能力は10,000冊である。栄分室部分と校舎のその他部分は利用者が行き来できないように区切られている。

### 南部公民館図書室
名鉄名古屋本線前後駅北口の複合ビル「パルネス2号館」4階は豊明市南部公民館であり、豊明市役所出張所があるほか、会議室などに加えて南部公民館図書室が設置されている。ロビーを含む図書室部分の床面積は173.56m2であり、蔵書収容能力は15,000冊である。

## 利用案内
| 豊明市立図書館の利用案内 | 豊明市立図書館の利用案内                                                                                      | 豊明市立図書館の利用案内                                                                                      | 豊明市立図書館の利用案内                                                                                      |
|                          | 本館 | 栄分室 | 南部公民館図書室                                                                                              |
| ------------------------ | --- | --- | --- |
| 所在地                   | 西川町横井4番地11                                                                                             | 新栄町二丁目295番地 豊明市立栄小学校内                                                                        | 前後町善江1737番地 パルネス2号館4階                                                                           |
| 開館時間                 | 9時-17時 ※7月・8月は9時-18時 ※木曜日は9時-19時                                                                | 9時-17時 | 9時-21時 |
| 休館日                   | 毎週月曜日、毎月月末日、年末年始、特別整理休館日                                                              | 毎週月曜日、毎月月末日、年末年始、特別整理休館日                                                              | 毎週月曜日、毎月月末日、年末年始、特別整理休館日                                                              |
| 冊数・期間               | 図書は10冊まで2週間、雑誌・紙芝居・漫画は2冊まで2週間、 視聴覚資料は2点まで2週間、複製絵画は1家族1点まで4週間 | 図書は10冊まで2週間、雑誌・紙芝居・漫画は2冊まで2週間、 視聴覚資料は2点まで2週間、複製絵画は1家族1点まで4週間 | 図書は10冊まで2週間、雑誌・紙芝居・漫画は2冊まで2週間、 視聴覚資料は2点まで2週間、複製絵画は1家族1点まで4週間 |
| 貸出可能者               | 豊明市在住・在勤・在学者、名古屋市緑区・大府市・日進市・東郷町在住者                                          | 豊明市在住・在勤・在学者、名古屋市緑区・大府市・日進市・東郷町在住者                                          | 豊明市在住・在勤・在学者、名古屋市緑区・大府市・日進市・東郷町在住者                                          |
| アクセス                 | 名鉄バス「豊明中学校前」バス停から徒歩                                                                        | 名鉄名古屋本線前後駅から徒歩                                                                                  | 名鉄名古屋本線前後駅からすぐ                                                                                  |